# Rozzetta
Rozzetta är en svensk italodiscoartist. Hon heter egentligen Jenny Mörtsell och föddes den 6 december 1976. När Jenny studerade på Konstfack och skulle välja slutarbete spelade hennes intresse för italodiscon en stor roll. Hennes arbete blev att lansera sig själv som discoartisten Rozzetta.
Hennes enda singel är Fantasy från 2004. Den är producerad av Karel Post och har fått mycket bra kritik från discofans världen över.